# 将豊竜将太
将豊竜 将太（しょうほうりゅう しょうた、1996年10月12日 - ）は、秋田県横手市出身で、時津風部屋所属の現役大相撲力士。本名は吉田 将太（よしだ しょうた）。身長170.5cm、体重151.5kg。最高位は西幕下3枚目（2021年3月場所）。2020年1月場所3日目より弓取り担当力士。

## 来歴
秋田県横手市十文字町（旧・平鹿郡十文字町）出身。小学校1年から相撲を始めた。中学3年時には東北大会で3位に入賞するなどの活躍を見せた。
秋田県立平成高校3年時に、中学生時代から交流のあった時津風部屋に入門し、2014年9月場所初土俵。初土俵の同期には貴景勝がいる。序ノ口を1場所、序二段を2場所で通過し、入門5場所目の2015年5月場所で新三段目に昇進した。しばらく三段目で足踏みしていたが、2018年9月場所で新幕下に昇進した。
2019年の春巡業から、巡業部副部長の15代花籠（元関脇・太寿山）からの打診を受けて、巡業での弓取式を務めるようになった。その後は中川部屋の春日龍と共に巡業で弓取式を務めていたが、2020年1月場所3日目より、春日龍に代わり、新たに本場所でも弓取式を担当することになった。2021年9月場所は初日の取組で右肩を負傷したため、2日目以降は聡ノ富士に代理を任せて弓取式の担当から外れ、自身の取組は務めていたものの、結局6番目から取組も休場することになった。

## エピソード
- 弓取り力士として選抜された理由について、15代花籠は、身長170cmの小兵ながら幕下まで昇進した将豊竜に度胸を見出したことを挙げた[3]。
- 本場所での弓取式は、当初は2020年1月場所の初日より務める予定であったが、協会内の連絡ミスで、2日目までの取組表には前任者の春日龍の名前が掲載されてしまったため、2日目まではそのまま春日龍が務め、将豊竜は3日目から登板することとなった。場所中に弓取り力士が交代するのは珍しい事例である[1]。
- 四股名の下の名は当初「光」としていたが、2021年7月場所から本名と同じ「将太」に改名した。元大関の豪栄道豪太郎に肖ったもので、同年3月場所、5月場所と2場所連続で負け越したことを機に改名を決断した[5]。

## 主な成績
2025年7月場所終了現在

### 通算成績
- 通算成績：242勝198敗8休（65場所）

### 場所別成績
| | 一月場所 初場所（東京） | 三月場所 春場所（大阪） | 五月場所 夏場所（東京）   | 七月場所 名古屋場所（愛知） | 九月場所 秋場所（東京） | 十一月場所 九州場所（福岡） |
| --- | ----------------------- | ----------------------- | ------------------------- | --------------------------- | ----------------------- | --------------------------- |
| 2014年 （平成26年） | x                       | x                       | x                         | x                           | （前相撲）              | 東序ノ口19枚目 5–2          |
| 2015年 （平成27年） | 東序二段64枚目 4–3      | 西序二段37枚目 5–2      | 東三段目100枚目 3–4       | 西序二段16枚目 5–2          | 西三段目81枚目 3–4      | 西三段目99枚目 4–3          |
| 2016年 （平成28年） | 西三段目80枚目 4–3      | 東三段目65枚目 3–4      | 西三段目78枚目 5–2        | 東三段目50枚目 5–2          | 西三段目25枚目 4–3      | 西三段目12枚目 3–4          |
| 2017年 （平成29年） | 西三段目27枚目 2–5      | 東三段目53枚目 3–4      | 東三段目78枚目 3–4        | 西三段目98枚目 6–1          | 東三段目37枚目 5–2      | 東三段目10枚目 2–5          |
| 2018年 （平成30年） | 東三段目40枚目 4–3      | 東三段目28枚目 3–4      | 東三段目42枚目 5–2        | 東三段目19枚目 5–2          | 幕下54枚目 3–4          | 東三段目7枚目 6–1           |
| 2019年 （平成31年 /令和元年） | 東幕下33枚目 3–4        | 東幕下38枚目 4–3        | 西幕下31枚目 2–5          | 東幕下48枚目 3–4            | 東幕下59枚目 6–1        | 西幕下25枚目 4–3            |
| 2020年 （令和2年） | 東幕下23枚目 3–4        | 西幕下30枚目 4–3        | 感染症拡大 により中止     | 東幕下24枚目 2–5            | 東幕下37枚目 5–2        | 東幕下24枚目 6–1            |
| 2021年 （令和3年） | 西幕下8枚目 6–1         | 西幕下3枚目 2–5         | 西幕下9枚目 3–4           | 東幕下15枚目 3–4            | 西幕下22枚目 1–5–1      | 西幕下50枚目 5–2            |
| 2022年 （令和4年） | 西幕下35枚目 4–3        | 東幕下26枚目 3–4        | 東幕下33枚目 4–3          | 東幕下27枚目 2–5            | 東幕下46枚目 3–4        | 西幕下60枚目 5–2            |
| 2023年 （令和5年） | 東幕下37枚目 1–6        | 西三段目9枚目 3–4       | 西三段目28枚目 休場 0–0–7 | 西三段目88枚目 5–2          | 西三段目55枚目 6–1      | 東三段目4枚目 5–2           |
| 2024年 （令和6年） | 東幕下45枚目 4–3        | 西幕下37枚目 3–4        | 東幕下44枚目 5–2          | 西幕下27枚目 3–4            | 東幕下39枚目 3–4        | 西幕下47枚目 4–3            |
| 2025年 （令和7年） | 東幕下39枚目 4–3        | 東幕下31枚目 3–4        | 西幕下38枚目 4–3          | 西幕下28枚目 6–1            | x                       | x                           |
| 各欄の数字は、「勝ち-負け-休場」を示す。 優勝 引退 休場 十両 幕下 三賞：敢=敢闘賞、殊=殊勲賞、技=技能賞 その他：★=金星 番付階級：幕内 - 十両 - 幕下 - 三段目 - 序二段 - 序ノ口 幕内序列：横綱 - 大関 - 関脇 - 小結 - 前頭（「#数字」は各位内の序列） |                         |                         |                           |                             |                         |                             |

## 改名歴
- 将豊竜 光（しょうほうりゅう ひかる）2016年9月場所 - 2021年5月場所
- 将豊竜 将太（- しょうた）2021年7月場所 -